# Schlacht am Kahlenberg
Wien – Kahlenberg – Párkány – Gran I – Waitzen (Vác) –  Ofen I – Gran II – Neuhäusel (Nové Zámky) – Eperies – Ofen II – Mohács (Harsány) – Belgrad I – Derbend – Pataczin – Nisch – Belgrad II – Szlankamen – Belgrad III – Peterwardein – Lippa (Lipova)  – Lugos (Lugoj) – Temesvár – Olasch (Bega) – Zenta
Die Schlacht am Kahlenberg am 12. September 1683 beendete die Zweite Wiener Türkenbelagerung. Ein deutsch-polnisches Entsatzheer unter der Führung des polnischen Königs Johann III. Sobieski schlug die osmanische Armee. Die Niederlage bedeutete den Anfang vom Ende der türkischen Hegemonialpolitik. Auf christlicher Seite kämpften die vereinigte Infanterie und Artillerie der Allianz aus Österreich, Sachsen, Bayern, Baden und des Kirchenstaats sowie das polnische Reiterheer. Ihr gegenüber stand das Wien belagernde osmanische Heer.

## Entsatzarmee des Heiligen Römischen Reichs und Polens
Am 7./8. September 1683 hatte die anrückende Entsatzarmee bei Tulln an der Donau folgende Stärke:
| Truppen                      | Infanterie | Kavallerie | Geschütze | Gesamtstärke |
| ---------------------------- | ---------- | ---------- | --------- | ------------ |
| Polen-Litauen                | 10.000     | 14.000     | 028       | 24.000       |
| Kaiserliche                  | 08.100     | 12.900     | 070       | 21.000       |
| Bayern                       | 07.500     | 03.000     | 026       | 10.500       |
| Südwestdeutsche Fürstentümer | 07.000     | 02.500     | 012       | 09.500       |
| Sachsen                      | 07.000     | 02.000     | 016       | 09.000       |
| Gesamtstärke der Truppen     | 39.600     | 34.400     | 152       | 74.000       |

## Verlauf

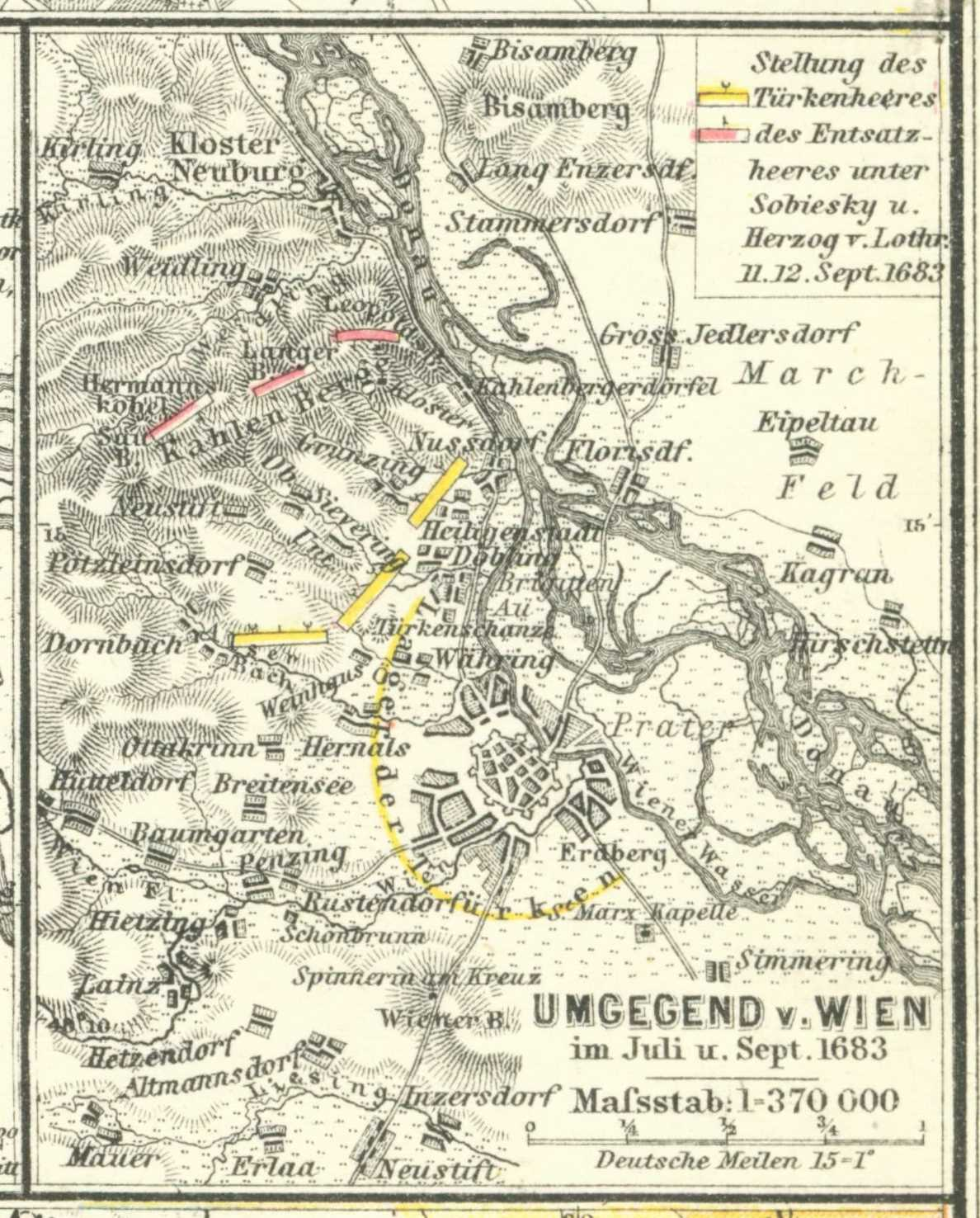
Schlachtplan (Karte von 1874)

Das Gefecht kam für die Belagerer unter dem Oberbefehl von Kara Mustafa nicht unerwartet, da dieser beispielsweise am 4. September von einem Gefangenen über das Herannahen der Entsatzarmee und ihre Stärke unterrichtet worden war. Völlig auf die Einnahme der Stadt konzentriert, hatte es der Großwesir zum einen versäumt, das Donauufer wirksam überwachen zu lassen und so dem Entsatzheer schon die Überquerung des Flusses unmöglich zu machen oder zumindest zu erschweren. Zum anderen wurden auch die Höhen des Wienerwaldes nicht befestigt, um dem Entsatzheer auf diese Weise den Anmarsch auf die Stadt zu blockieren. Vom nicht abgesicherten Höhenzug zwischen Kahlenberg und Leopoldsberg stießen die verbündeten polnisch-deutschen Fußtruppen so in den Rücken der Osmanen, die die Stadt einzunehmen versuchten. Die osmanischen Kriegsherren konnten sich über die Taktik in dieser Schlacht mit zwei Fronten nicht einigen. Herzog Karl V. von Lothringen zerschlug den schwachen rechten Flügel der Osmanen. Am späten Nachmittag wurde die Schlacht entschieden, als sich die Kavallerie, insbesondere die durch König Johann III. Sobieski geführte polnische Elitetruppe der Husaren (Hussaria), nach einem zeitraubenden Abstieg vom Berg herab in der leicht hügeligen Ebene endlich entfalten und die Elitetruppen der Sipahi und Janitscharen bezwingen und ins feindliche Lager eindringen konnte. Wien war gerettet, die Osmanen flohen in wildem Durcheinander. Erst jenseits der Schwechat, ca. 10 km von Wien entfernt, gelang es Kara Mustafa, einen Teil seiner Truppen zu sammeln und nach Győr (Ungarn) zurückzuführen.
Die Verluste der Entsatzarmee lagen bei rund 2.000 Toten und 2.500 Verwundeten. Türkischerseits waren es rund 10.000 Tote, 5.000 Verwundete und 5.000 Gefangene.

## Museale Rezeption

Die Belögerung Wien von Tirgga. 1683, anonymes zeitgenössisches Monumentalgemälde im HGM

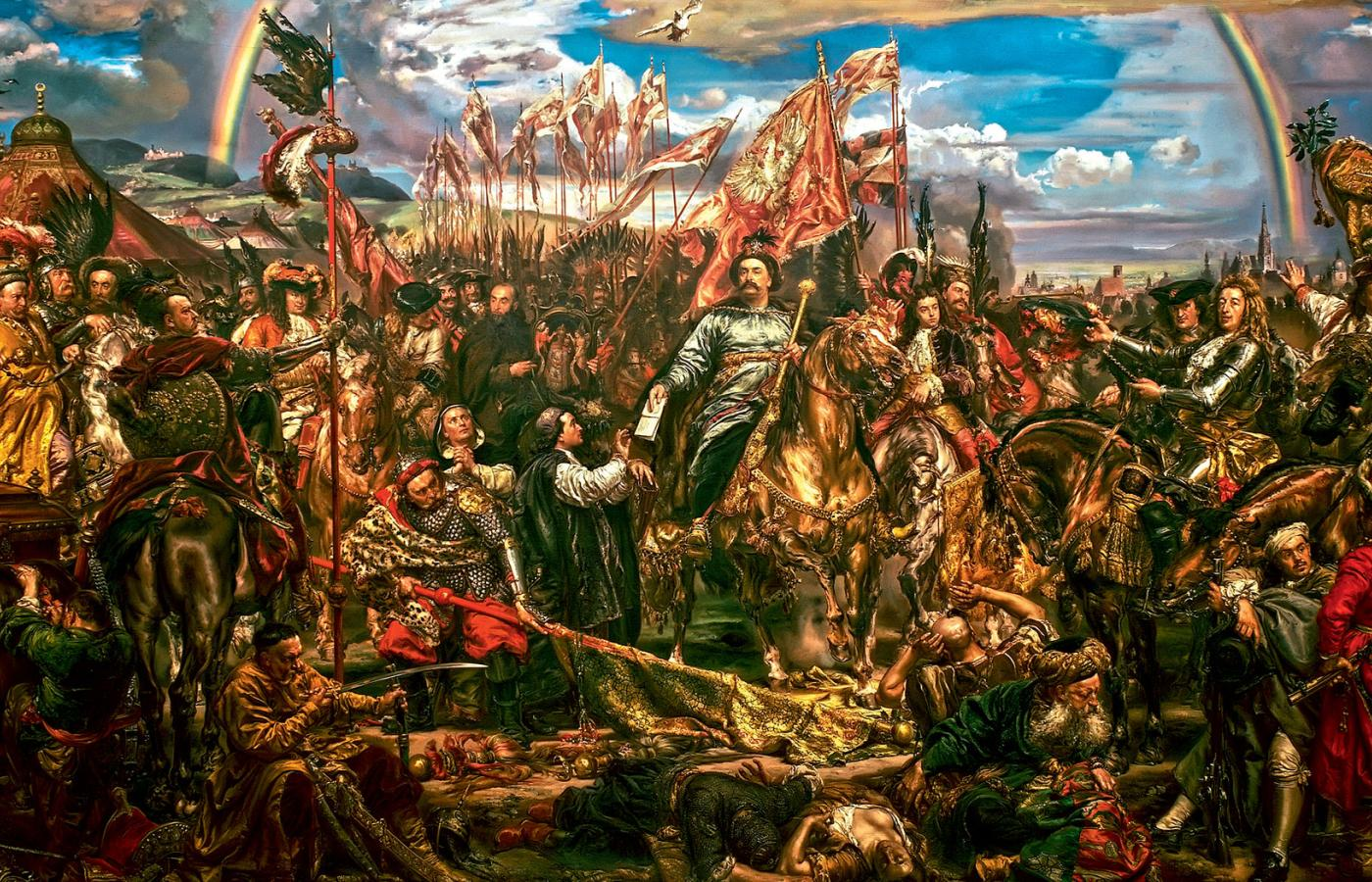
Jan Matejko: Sobieski bei Wien, 1883, Sala Sobieski, Vatikanische Museen

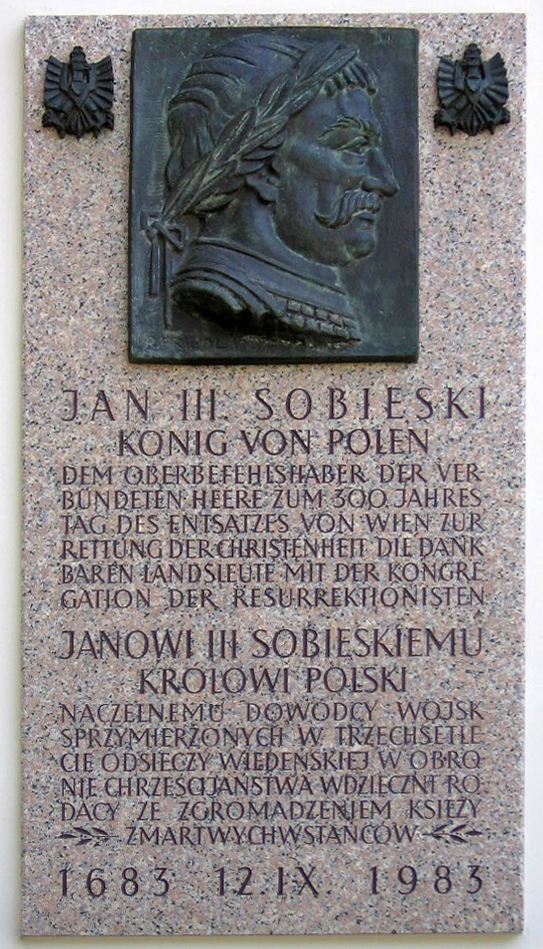
Gedenktafel auf dem Kahlenberg

Im Heeresgeschichtlichen Museum in Wien befindet sich ein großes Ölgemälde, das die Schlacht am Kahlenberg zeigt. Das Gemälde ist ein narratives Schlachtenbild. Es zeigt zwei Ereignisse, die tatsächlich sechs Tage auseinanderlagen: In der Mitte oben ist der letzte Sturmangriff der Türken am 6. September gegen die Löwelbastei zu sehen; der übrige Bildraum zeigt die Schlacht vom 12. September. In der Mitte unten ist der polnische König in Siegerpose dargestellt, dahinter sein Sohn Jakob Louis Heinrich Sobieski. Vor dem Bild ist eine taktische Karte aufgestellt, die dem Museumsbesucher die Orientierung erleichtern soll. Ausgestellt sind auch der Degen des Verteidigers von Wien, Graf Ernst Rüdiger von Starhemberg, ein ihm zugeschriebener Kürass und zahlreiche Beutestücke des türkischen Heeres (Rossschweife, Reflexbögen der berüchtigten Sipahi, eine türkische Standarte (Sancak-i Şerif) und eine Sturmsense, aus drei Sensenblättern zusammengeschmiedet).
An der Fassade der Kahlenbergkirche befindet sich links vom Portal eine 1983 angebrachte steinerne Gedenktafel, die an die Beteiligung Polens unter Johann III. Sobieski erinnert (siehe Bild).
Ebenfalls am Kahlenberg befindet sich der Sockel für ein geplantes Sobieski-Denkmal mit der Inschrift „12 IX 1683“. Das dazugehörige Denkmal wurde allerdings noch nicht errichtet und wird derzeit von der Wiener Stadtregierung zurückgehalten. Es wurde auch öfter Opfer von Vandalenakten.

## Filmische Rezeption
Der italienisch-polnische Historienfilm Die Belagerung illustriert – historisch nicht immer korrekt – die Schlacht am Kahlenberg.